# Celama obsoleta
Celama obsoleta är en fjärilsart som beskrevs av Reuter 1893. Celama obsoleta ingår i släktet Celama och familjen trågspinnare. Inga underarter finns listade i Catalogue of Life.